# San Pedro Pescador
San Pedro Pescador (en catalán y oficialmente Sant Pere Pescador) es un municipio y localidad española de la provincia de Gerona, en la comunidad autónoma de Cataluña. El término municipal, ubicado en la comarca del Alto Ampurdán, tiene una población de 2241 habitantes (INE 2024).

## Geografía
Situado en el centro del golfo de Rosas, el municipio está a orillas del río Fluviá y posee una playa de 7 km de arena fina cerca de la cual hay una zona que forma parte del parque natural de las Marismas del Ampurdán.
El municipio comprende las entidades de población de San Pedro Pescador, la urbanización Bon Relax y la urbanización Mas Sopes.

## Historia

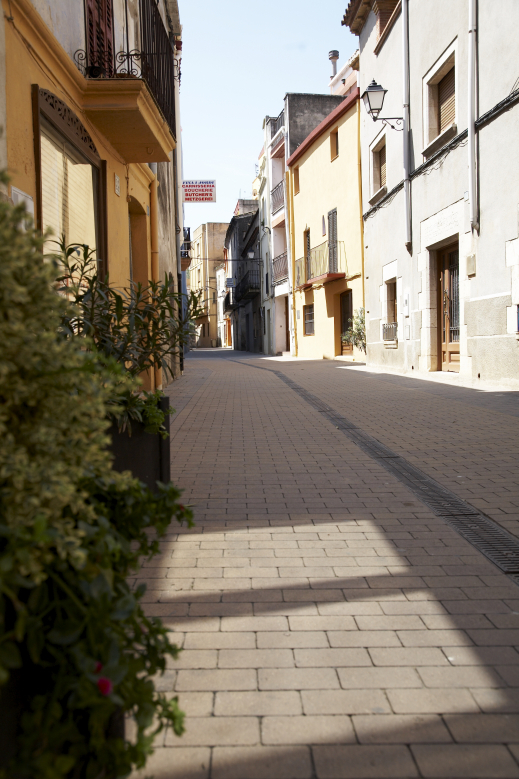
Casco antiguo

Como perteneciente al Monasterio de San Pedro de Rodas ya era conocido documentalmente en el año 974 con el nombre de Villa Militiano, dentro del condado de Ampurias.
Durante la Edad Media su historia gira alrededor de su castillo de San Pedro. En él residió la reina Juana Enríquez durante la guerra civil catalana entre las fuerzas de la Generalidad y Juan II.
En los siglos XVII y XVIII se produjo la desecación de los pantanos favorecida por la desviación del curso del río Fluviá.
Su economía se reparte entre la cosecha de frutas, especialmente manzanas, el turismo y la pesca. En San Pedro Pescador funciona la Cooperativa Frutícola del Ampurdán.

## Demografía
San Pedro Pescador cuenta con una población de 2241 habitantes (INE 2024).
| Gráfica de evolución demográfica de San Pedro Pescador entre 1842 y 2021                                            |
| |
| Población de derecho según los censos de población del INE Población de hecho según los censos de población del INE |

| Nacionalidad | Hombres | Mujeres | Total | %      | Proporción |
| ------------ | ------- | ------- | ----- | ------ | ---------- |
| Española     | 666     | 647     | 1313  | 63.1 % |            |
| Extranjera   | 448     | 318     | 766   | 36.8 % |            |

## Patrimonio
En el casco antiguo de la ciudad se conservan algunos tramos del muro de la antigua fortificación y casas construidas entre los siglos XVI y XIX.
- Iglesia de San Pedro. Siglo XVIII, edificada sobre una anterior románica.
- Castillo de San Pedro. Siglo XIV.
- Capilla San Sebastián. Siglos XVII-XVIII.
- Cortal Gran. Masía del siglo XVII.
- Murallas de San Pedro Pescador.
- Humedales del Ampurdán.

## Comunicaciones
Se puede acceder al municipio mediante la carretera provincial GIV-6216, que lo comunica con la vecina localidad de Torroella de Fluviá, donde enlaza con la carretera autonómica C-31 que lleva a Figueras.
Carece de estación de ferrocarril, siendo la más cercana la estación de San Miguel de Fluviá a 9 km con parada de trenes regionales.

## Ciudades hermanadas
- Montastruc-la-Conseillère (Francia)